# Telemark (contea)
La contea di Telemark (Telemark fylke in norvegese) è una contea norvegese situata nel sud del paese. Confina con le contee di Vestfold, Buskerud, Vestland, Rogaland e Agder. Il capoluogo amministrativo è Skien. Dal 1º gennaio 2020 al 31 dicembre 2023 le contee di Telemark e Vestfold sono state unite nella contea di Vestfold og Telemark; le due contee sono state ristabilite il 1º gennaio 2024, a seguito di un voto del consiglio della contea di Vestfold og Telemark del 15 febbraio 2022. 
Il Telemark è anche un distretto elettorale norvegese.

## Geografia
La contea si trova nel sud-est della Norvegia, e si stende dall'altopiano di Hardangervidda alla costa. La costa va dal fiordo Langesundsfjorden fino al confine dell'Agder. Il paesaggio del Telemark, costituito da numerose colline e vallate, è molto accidentato e vario.

## Storia
All'inizio dell'era vichinga, e prima dell'avvento di Harald I, il Telemark formava un piccolo regno indipendente. La contea di Telemark nasce come feudo Bratsberg nel tardo Medioevo, durante l'unione della Norvegia con la Danimarca. Con l'introduzione della monarchia assoluta nel 1662 divenne una contea, fu ribattezzata Telemark nel 1919 e fu una contea fino al 2020, quando venne unita con la vicina contea di Vestfold. L'amministrazione della contea era nella città portuale di Skien, che era nel primo periodo moderno la città più importante della Norvegia, insieme a Christiania.
Il Telemark è costituito da diverse regioni storiche distinte. Prende il nome dalla più grande di esse, l'Upper Telemark, ma che storicamente era semplicemente chiamato Telemark. "Telemark" deriva da Thelir (Þilir in norvegese antico), ossia l'antica tribù germanica settentrionale che lo abitava sin dal periodo delle migrazioni e durante l'età vichinga. La forma norrena del nome era Þelamǫrk. Il primo elemento è il caso genitivo plurale di Þilir mentre l'ultimo elemento è mork ossia "bosco, terra di confine, marca".
Il Telemark tradizionale ("Telemark superiore") si trova nell'entroterra e comprende oltre i due terzi dell'ex contea, e sia in epoca medievale che in seguito era la regione della Norvegia con gli agricoltori più auto-proprietari, ha mantenuto la cultura norrena più di qualsiasi altra regione norvegese. Così il popolo del Telemark fu spesso descritto durante il Medioevo e la prima era moderna come il più violento della Norvegia. I dialetti del "Telemark superiore" sono anche i dialetti del norvegese più vicini all'antico norreno. Gli agricoltori del "Telemark superiore" erano così caratterizzati da un forte conservatorismo e credenza nei loro valori tradizionali che sfidavano spesso le autorità centrali della Danimarca-Norvegia. Il "Telemark superiore" tradizionalmente, non ha città.
Il Grenland e il fiordo di Skien sono invece regioni più pianeggianti, situate vicino o sulla costa. Storicamente Grenland si riferiva a quello che oggi viene chiamato Midt-Telemark, ma nel tempo il nome Grenland è venuto a riferirsi all'area del fiordo di Skien. Quest'ultima è tradizionalmente caratterizzata dalle sue città e dal suo coinvolgimento nella navigazione e nel commercio. Include anche diverse proprietà e tenute agricole più grandi, oltre all'industria. La cultura e la struttura sociale sono più urbane e più influenzate dal contatto con l'Europa continentale. La città più importante della regione, Skien, era storicamente una delle città più importanti della Norvegia, anche se la sua importanza è diminuita dopo le guerre napoleoniche. Il drammaturgo Henrik Ibsen era originario di Skien e molte delle sue opere sono ambientate in luoghi che ricordano la città e l'area.
Il Telemark superiore, in particolare Kviteseid, è noto come il luogo di nascita dello sci come uno sport moderno. Sondre Norheim, l'inventore dello sci moderno (il telemark, detto anche "sci a tallone libero"), è nato nel Telemark. Telemark è anche noto come il centro del movimento Bunad. Il Telemark ha più edifici d'epoca medievale di ogni altra regione norvegese. Lo stemma del Telemark (1970) raffigurava un vecchio tipo di ascia da battaglia, significativa per l'ex-contea.
Dopo essere stata soppressa il 1º gennaio 2020 per unione con la contea di Vestfold, formando la contea di Vestfold og Telemark, la contea di Telemark è stata ristabilita il 1 gennaio 2024, a seguito di un voto del consiglio della contea di Vestfold og Telemark il 15 febbraio 2022 per dividere la contea di nuova costituzione nelle rispettive contee che esistevano prima della fusione: Telemark e Vestfold.

## Popolazione
I maggiori centri abitati sono Skien, Porsgrunn, Notodden, Rjukan e Kragerø. Altri luoghi importanti sono le città di Stathelle, Ulefoss, Brevik, Langesund, Bø e Fyresdal.
| Popolazione storica       | Popolazione storica | Popolazione storica |
| Anno                      | Pop.                | ±%                  |
| ------------------------- | ------------------- | ------------------- |
| 1951                      | 136,519             | —                   |
| 1961                      | 149,943             | +9.8%               |
| 1971                      | 156,778             | +4.6%               |
| 1981                      | 162,050             | +3.4%               |
| 1991                      | 162,869             | +0.5%               |
| 2001                      | 165,595             | +1.7%               |
| 2011                      | 169,185             | +2.2%               |
| 2021?                     | 180,966             | +7.0%               |
| 2031?                     | 191,552             | +5.8%               |
| Fonte: Statistics Norway. |                     |                     |

## Comuni
La contea di Telemark è suddivisa in 17 comuni (kommuner):
1. Bamble
2. Drangedal
3. Fyresdal
4. Hjartdal
5. Kragerø
6. Kviteseid
7. Midt-Telemark
8. Nissedal
9. Nome
10. Notodden
11. Porsgrunn
12. Seljord
13. Siljan
14. Skien
15. Tinn
16. Tokke
17. Vinje

I comuni di Bø e Sauherad si sono uniti formando il nuovo comune di Midt-Telemark.

## Economia
Nel giugno 2024 la compagnia Ren ha annunciato la scoperta del più grande giacimento europeo di terre rare. Sito nell'area di Fensfeltet, ha una capacità stimata di 8.8 milioni di tonnellate.